# Курессааре (аэропорт)
Курессаарский аэропорт (ИАТА: URE, ИКАО: EEKE) — аэропорт в Эстонии. Расположен в 3 км от города Курессааре на острове Сааремаа.
Первая взлётно-посадочная полоса была построена во второй половине 1930-х годов. Официально аэропорт был открыт 6 марта 1945 года. В течение последующих лет воздушный поток рос, и между 1949 и 1953 годами в аэропорту действовало от 10 до 14 ежедневных рейсов между Курессааре и Таллином. За этот период около 400 пассажиров прилетали или улетали из Курессааре каждый день. До 1958 года аэропорт не был электрифицирован. Нынешнее здание терминала было построено в 1962 году. Вторая ВПП 05/23 была сооружена в 1976 году, а в 1999 году была увеличена основная ВПП. Здание терминала было отремонтировано в 2007 году.
Владельцем аэропорта является АО «Таллинский аэропорт».
В 2009 году пассажиропоток аэропорта составил 19 519 человек.
В период с августа 1945 года по июль 1957 года на аэродроме базировался 283-й истребительный авиационный Выборгский ордена Кутузова полк на самолетах Як-9, МиГ-15 и МиГ-17 из состава 275-й Пушкинской Краснознамённой истребительной авиационной дивизии.